# Prostitución en Arabia Saudita

Prostitución en Asia. En rojo, el modelo prohibicionista de la prostitución, por el que la venta de servicios y compra es ilegal, al que pertenece Arabia Saudí.

La prostitución en Arabia Saudita es ilegal. Esta actividad se castiga con penas de prisión y flagelación. En abril de 2020, la pena del castigo corporal fue abolida por orden de la Comisión General del Tribunal Supremo saudí, y en la actualidad se limita a penas de cárcel o multas. Los ciudadanos extranjeros que la practiquen son deportados tras cumplir el castigo en el país. Si las partes también son acusadas de adulterio, fornicación y sodomía, que puede aplicarse tanto a la prostituta como al cliente, ya que toda actividad sexual fuera de un matrimonio legal es ilegal, el castigo puede ser la muerte.
La mayoría de las prostitutas proceden de Nigeria, Etiopía, Yemen, Marruecos y Tayikistán.
La Policía Religiosa quedó encargada de aplicar los castigos físicos, con sesiones públicas en las que eran flageladas y humilladas las prostitutas. Tras la sentencia de 2020, los castigos pasaron a tener una cuantía económica y privativa de la libertad. Si en el caso de que hubiera prostitutas extranjeras -que no clientes- estas también se enfrentan a la deportación.
En junio de 2007, 80 mujeres fueron enviadas a juicio por prostitución y 20 hombres por tráfico o proxenetismo.

## Misyar
El matrimonio misyar se utiliza a menudo como una relación legal para el placer sexual bajo la ley salafí que se utiliza para evitar la prostitución. La relación es como un matrimonio normal, salvo que el marido no está obligado a conseguir una casa para la esposa y, en algunos casos, no es responsable de pagar los gastos mensuales a la cónyuge. Todos los demás requisitos islámicos deben cumplirse. El que fuera desde 1999 Gran muftí de Arabia Saudita, Abdulaziz Al Sheikh, así como otros 60 eruditos han respaldado el misyar en sus fatua.
El misyar varía del Nikah mut‘ah (islam chiita) en que no se define la duración de la relación y deberá contar con dos testigos en el acuerdo matrimonial.

## Tráfico sexual
Arabia Saudita es un país de destino para las mujeres sometidas a prostitución forzada.
El país arábico es uno de los mayores consumidores de trabajadoras domésticas. Alrededor del 30 % de la población saudí, de más de 35 millones de habitantes, son inmigrantes de otros países. La ley exige que todos los expatriados en Arabia Saudita tengan un contrato de trabajo mientras permanezcan en el país. Pero con algunas prácticas laborales injustas, como el acoso sexual, las condiciones de trabajo extremas y otras violaciones de los derechos humanos, muchos intentan escapar de sus empleadores. A menudo, las fugitivas son secuestradas y obligadas a prostituirse. Se están utilizando sitios de comercio electrónico para comprar y vender criadas en línea.
En 2013, el gobierno no informó de ningún procesamiento o condena de presuntos traficantes de personas. En 2017, aunque hubo 177 casos de trata procesados, ninguno fue por tráfico sexual.
La Oficina de Vigilancia y Lucha contra la Trata de Personas del Departamento de Estado de los Estados Unidos clasifica a Arabia Saudita como país de la "Lista de vigilancia de nivel 2".